# Блёндюлоун
Блёндюлоун (исл. Blöndulón) — водохранилище в Исландии в регионе Нордюрланд-Вестра. Расположено на высоте 452 м над уровнем моря. Площадь водохранилища составляет 56 км², площадь его водосбора — 1520 км². Является резервуаром электростанции Блёндювиркьюн, расположенной на глубине 200 м в искусственной пещере, куда можно попасть через специальный лифт и туннель длиной 800 м.
Решение о строительстве электростанции и создании водохранилища было принято в 1984 году, работы завершились в 1991 году. В 1996 году водохранилище было расширено с 39 км² до 57 км².
Расположено неподалёку от горной дороги Кьёлюр на территории Исландского плато. Горячие источники Хвераведлир расположены в 25 км на юг от озера. Блёндюлоун является хорошим местом для промысла лососёвых[значимость факта?].